# San Marcos de Apalache Historic State Park
San Marcos de Apalache Historic State Park è un parco statale della Florida (Forte St. Marks per inglesi e statunitensi) e sito storico situato nella contea di Wakulla, in Florida.
Per la precisione si trova a St. Marks, vicino alla S.R. 363. L'indirizzo è 148 Old Fort Road. Il 13 novembre 1966 è stato iscritto nel National Historic Landmark, ed aggiunto al National Register of Historic Places.

## Attività ricreative
Il parco offre la possibilità di fare escursionismo e picnic. Possiede anche un centro visitatori, un museo ed una mostra.